# Bumijawa (plaats)
Bumijawa is een bestuurslaag in het regentschap Tegal van de provincie Midden-Java, Indonesië. Bumijawa telt 11.403 inwoners (volkstelling 2010).